# 久喜断層
久喜断層（くきだんそう）は、埼玉県久喜市付近に存在が推定されている断層である。

## 概要
この久喜断層は元荒川構造帯の北東に位置している。久喜市内の清久（清久地区）より太田袋（江面地区）に連なる地震地塊の境界がその位置や規模からして久喜断層にあたるものとみられている。清久 - 太田袋の地震地塊の境界において過去の地震では「関東大震災（1923年）」・「茨城県南西部地震（1974年）」・「茨城県沖地震（1983年）」・「東海道はるか沖地震（1984年）」などで震動の境界が現れているが、「西埼玉地震（1931年）」の際には境界はあらわれなかった。2010年（平成22年）8月には独立行政法人産業技術総合研究所が行った調査結果が出され、反射法地震探査にて地表面より深度1km付近まで調査したが、断層状の変形は発見されなかった。